# Cmentarz mariawicki w Woli Cyrusowej
Cmentarz mariawicki w Woli Cyrusowej – cmentarz mariawicki położony w Woli Cyrusowej, na terenie parafii Kościoła Starokatolickiego Mariawitów pod wezwaniem Narodzenia Najświętszej Maryi Panny w Woli Cyrusowej i parafii Katolickiego Kościoła Mariawitów pod wezwaniem św. Franciszka z Asyżu w Woli Cyrusowej. 
Cmentarz został założony na początku XX wieku. W 1908 na potrzeby organizującej się parafii mariawickiej zakupiono dwór ziemski (obecnie budynek plebanii mariawickiej) z ogrodem i stawem oraz 6 mórg ziemi. Na części zakupionej ziemi, przy drodze biegnącej przez Wolę Cyrusową postanowiono wybudować murowany kościół parafialny. Niedługo potem w okolicach kościoła parafialnego zorganizowano cmentarz grzebalny.